# 浙皖佛肚苣苔
浙皖佛肚苣苔（学名：Oreocharis chienii）为苦苣苔科马铃苣苔属下的一个种。浙皖佛肚苣苔主要分佈於浙江西南部、安徽南部及江西东部海拔500-1000米的潮湿岩石上及草丛中。